# I’m Shipping Up to Boston
«I’m Shipping Up to Boston» (с англ. — «Я отправляюсь в Бостон») — песня известной бостонской кельтик-панк группы Dropkick Murphys, вошедшая в их сингл «Fields of Athenry» и альбом The Warrior’s Code.
Это незамысловатая песня про моряка, который потерял свою деревянную ногу во время подъёма вверх по топселям и отправляется до Бостона, чтобы её найти.
Композиция стала саундтреком к фильму Мартина Скорсезе «Отступники», съёмки которого частично проходили на родине группы в Бостоне. Она также стала популярной в спортивной среде и звучала во время чемпионатов и домашних игр многочисленных хоккейных, футбольных и бейсбольных клубов.
Существует две версии клипа «I’m Shipping Up to Boston», одна из которых содержит кадры из фильма «Отступники».

## «I’m Shipping Up to Boston» в массовой культуре
- Появляется в эфире шоу «The Big Mad Morning Show» на радиостанции KTBT;
- Исполнялась на вручении наград Academy Award фильму «Отступники»;
- Присутствует в 13 эпизоде 19-го сезона мультсериала «Симпсоны»;
- Отрывок из песни использовался в эпизоде шоу «The Black Donnellys»;
- Использовалась во время вручения наград Болливуд-2008 индийскому фильму «Миссия Истанбула»;
- Появилась в эпизоде мультсериала «Царь горы»;
- Отрывок песни использовался бостонской поп-группой New Kids on the Block во время их концертного тура;
- Звучит в начале документального фильма «Война Омаров» на канале Discovery Channel;
- Используется в эпизоде 6 серии великобританского телевизионного шоу «Бесстыжие»;
- Звучит в эпизоде сериала «Все ненавидят Криса»;
- Использовалась в программе Top Gear;
- Используется на канале ESPN для рекламы Австралийской Футбольной Лиги в течение сезона 2011 года;
- Доступна в качестве загружаемого трека в музыкальной видеоиграх Guitar Hero World Tour и Rock Band;
- Используется в комедийном шоу «Бойцовский клуб» на канале TV2 Zulu;
- Появилась в четвёртой серии британского телевизионного шоу «Трое в лодке» под названием «Трое едут в Ирландию»;
- Была использована как саундтрек короткометражного фильма «Инженерный Колледж Гоа»;
- В качестве саундтрека к видеоигре NHL 11;
- Акустическая версия песни является основной музыкальной темой сериала «Риццоли и Айлс»;
- Исполняется во время домашних хоккейных матчей в США;
- Боец UFC Форрест Гриффин использует песню во время выхода на бой;
- Группа Children of Bodom записала кавер-версию песни;
- Основная тема песни была использована как один из мотивов, составляющих композицию No Quarter шотландской фолк/пауэр-метал группы Alestorm (альбом Black Sails at Midnight, 2009);
- Музыкальная композиция песни была взята за основу группой "The Dread Crew of Oddwood в композиции Eddie Kelley’s Medley и с другими словами в тексте
- Используется в фильме «Забойный реванш» во время выхода Малыша (Роберт Де Ниро) на ринг.
- Используется в анонсе передач на радиостанции «Эхо Москвы»;
- Кавер-акапелла присутствует в 3-м эпизоде 28-го сезона мультсериала «Симпсоны».
- Используется в 7 эпизоде 1 сезона сериала «Мифический квест: Пир воронов»